# 唐朝文化
唐朝文化是中国唐朝时期发展起来的文化，其在史学、哲学、宗教、艺术等领域都独具特色。

## 史學
唐朝史學開創了國家正式開館修史這一風潮。贞观年间史館奉詔所修的正史有《晋书》、《梁书》、《陈书》、《北齐书》、《周书》、《隋书》六部。加上史家李延寿私撰的《南史》和《北史》，合計廿四史中有八部出在唐朝，占總數的三分之一。官修史书成书较快、收录详尽，丰富国家的历史档案，但因统治者直接控制修史工作，多少会根据编书时的政治需求出现删减夸大的行为。此外，唐朝還有杜佑扩寫《政典》的政書《通典》与刘知几的修史專著《史通》等。杜佑尤其重视财政经济与典章法令制度，认为历史多有现实政治中可以采纳效仿之处。刘知几强调史学家在修史的过程中要有独自创新的评论见解，是为中国历史理论学的开端。

## 文學

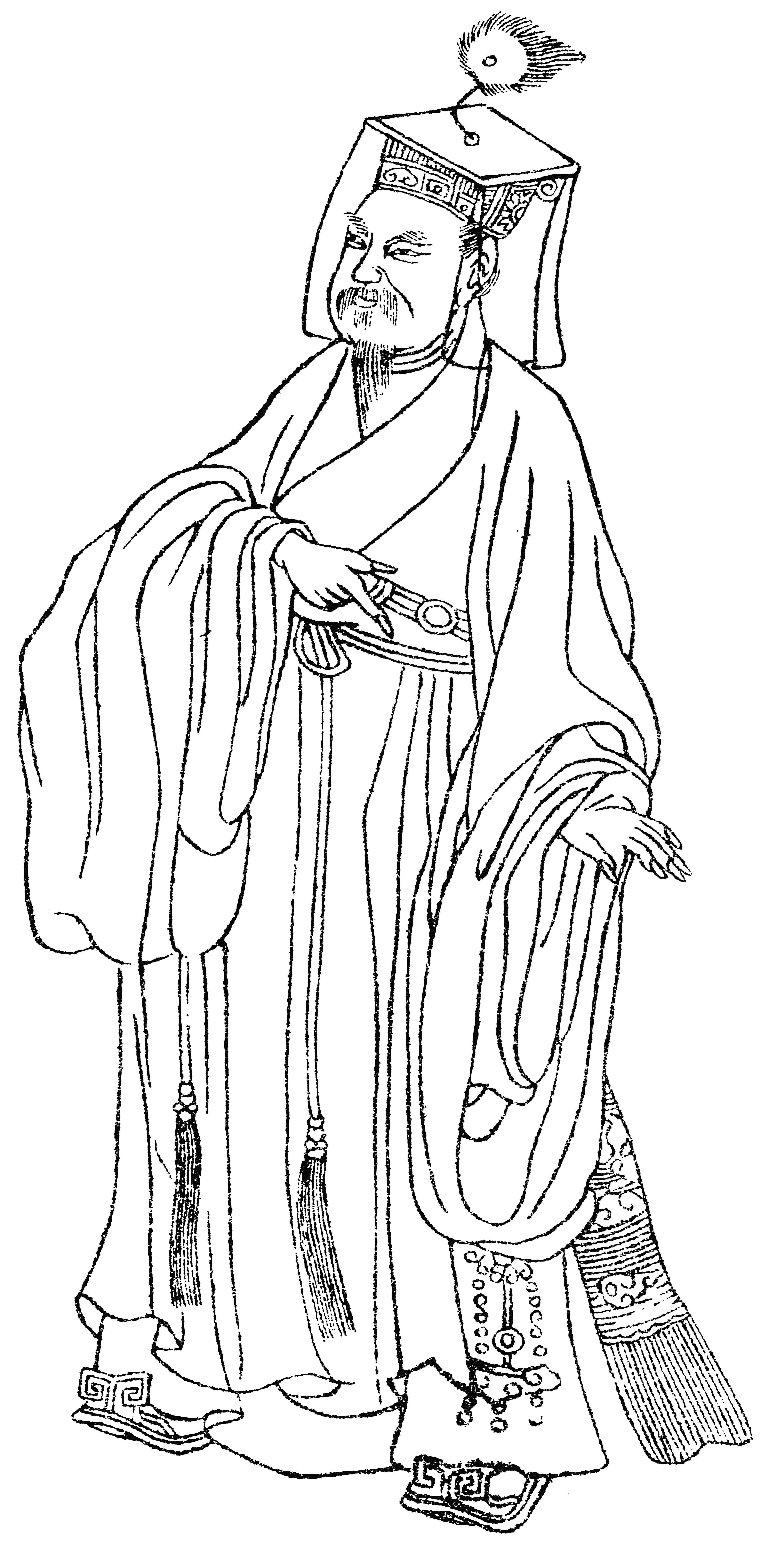
韩愈像

唐朝文學成就以詩歌最為發達。清人所編《全唐詩》共收錄兩千兩百多位詩人的四萬八千九百多首詩，這還不是全部。唐初詩人以「初唐四傑」最為著名（王勃、楊炯、盧照鄰、骆宾王）。盛唐時期詩人可分為以王维、孟浩然為代表的田園派和岑参、王昌龄為代表的邊塞派。其中集大成者為「詩仙」李白和「詩聖」杜甫最為出名。李白的詩，飄逸灑脫，充滿浪漫主義的色彩。而杜甫的詩則更多體現現實主義之情懷。中唐時期最卓越的詩人是白居易，他的詩通俗易懂。此外還有元稹、韩愈、柳宗元、刘禹锡、李賀等。晚唐詩人以李商隱和杜牧最為出眾，被稱為「小李杜」。後世宋、明、清雖仍有傑出詩人出現，但總體水準都不如唐朝詩人，唐詩成為了中國古詩不可逾越的巔峰。
散文方面，六朝以來，文壇盛行駢文這種文體形式，駢文講究聲韻、對偶、典故，辭藻華麗，以四字句和六字句為主。在唐初十分流行，以初唐四傑最為著名，但這種文體到唐朝時顯得形式僵化，內容空洞，故到了天寶年間，古文逐漸興起。古文運動在名義上是要恢復先秦兩漢的散文，實際上是要文章更有內容，也就是「文以載道」。韓愈是唐宋八大家之首，他的散文氣勢磅礴又思想深刻，號稱「文起八代之衰」；不過唐代的古文運動在韓柳去世後就逐漸衰退，唐末駢文又再度興起。傳奇是中國的一種古典小說形式，出現在隋朝，興盛於唐朝。著名的傳奇包括《柳毅傳》、《鶯鶯傳》、《南柯太守傳》、《枕中記》和《長恨傳》等。有的傳奇在後代還被改編為戲劇和白話小說。唐朝變文在中國文學史上也有重要地位。所謂變文起初是指佛教僧侶宣傳佛教講唱佛經的底本。最初變文僅限於佛教經典，後來則開始講唱其他故事，講唱的人也不限於僧侶。變文對傳奇和後世的說唱文學都有很大影響。

## 哲學
韩愈和李翱的作品突出体现唯心主義思想，而柳宗元和刘禹锡更是唐代唯物主义思想的代表。韩愈在他著作《原道》和《原性》中复古崇儒、驳斥佛道，认为僧道不顾及生产，浪费社会财富，僧尼道士应当回乡还俗，焚烧佛经咒文，将寺庙观宇改为民居。他推崇孔子在《论语》中道述的道德观念，以其作为日常伦理的标准。他认为天生人性，并可划分为上中下三品。李翱在《复性书》发展孟子的性善论，认为人之性皆善，但在日常生活中受到喜怒哀乐之情的干扰，使得性无法发挥，要求恢复人的善性克制人的情欲，所谓“复性”。韩愈和李翱的思想是宋代理学的先声。
柳宗元在他的《天说》、《天对》、《封建论》等哲理文章中指出人命与天命无关，天即自然元气，无法对人世赏功罚过，“功者自功，祸者自祸”，人的遭遇纯属自己创造。刘禹锡发展荀子的天论观点认为宇宙之内竟是物质，天本身同样是物质，虽有客观规律存在，但不能影响人事。他认为唯心理论的产生是因为人世间是非颠倒，人无能胜天，所以宣扬天命理论。

## 宗教
宗教在社會上的地位與影響力，唐時可謂最高。唐朝時期佛教的主要宗派有天台宗、華嚴宗、法相宗、淨土宗和禅宗。唐代佛教的一大轉變，由出世轉向入世。天台宗奉《法華經》，故又稱為法華宗。華嚴宗奉《華嚴經》，參與政治較多。淨土宗則易於入門。禪宗分為南北二宗，北宗創立者是神秀，他主張漸悟說。南宗創立者是惠能。唐代唐武宗時對佛教採取高壓政策，史稱會昌滅法，使得除禅宗南宗等少數宗派外，其他佛教派別從此一蹶不振。佛教的政治地位虽不及道教，但其传播范围之广、经济实力之大、信徒人数之多都远在唐代道教之上。
道教遵奉老子李耳为神，由於唐朝皇室姓李，因此道教自唐初就被规定居于佛教之上，在唐代上流社會也很流行。唐朝李氏家族认为其为老子之后，唐高祖，特別在終南山建太和宮，來祭祀老子，唐高宗追尊老子為太上玄元皇帝，並詔令王公百官研習老子的道德經。武则天上奏请令王公百官都学《老子》，每年依《孝经》、《论语》例考试士人。玄宗、代宗亦大力提倡道教，使其在中国的地位达到顶峰。玄宗亲自注解《道德经》，开元二十一年（733年）還在科舉考試中增設道舉與儒家經典，同列《明經》科舉人策試教本，明顯有將道家列為國學，頗有與儒家經學齊足並馳的意義。据《新唐书·百官志》记载，开元年间全国有宫观1687所，其中女观550所。当时主要有清经法派和正一派二宗，主要人物有王远知、潘师正、司马承祯、吴筠、张果等。道教之所以受帝室青睞，主要原因是他们多炼取金丹，唐朝的许多皇帝亦因信之服用而丧生，例如唐宣宗。
除了佛道二教外，當時還有伊斯兰教、景教、拜火教與摩尼教等外來宗教。但社会影響力较小。唐代对外来宗教相对宽容，期间多有外来教士传授教法，其中以伊斯兰教和景教为最大。伊斯兰教是唐的敌国大食的国教，称作“大食法”。651年，先知穆罕默德的舅父沙德作为使节两次出使中国，得到高宗接见以及传教的准许，在广州筑建怀圣寺。以后的两个多世纪，伊斯兰教随着西域商人沿途陆海两条丝路入唐，在中国发展壮大。景教通过同一个路线传入中国，因被误认是大秦国（拜占庭帝国）的国教，所以称作“大秦景教”。638年为唐朝所认可并得到政府资助在长安兴建大秦寺，并立下石碑。然而會昌五年（845年）唐武宗大舉廢佛，因此景教也同時被禁，此後幾乎在中國絕跡。
摩尼教為西元三世紀起源於波斯，安史亂後，回紇勢力大，摩尼教憑著回紇的庇蔭下在中國傳教，不過後來受會昌滅法影響，摩尼教勢力遭受沉重打擊不過並未斷絕，該教信徒到了政治控制力較弱的南方並漸與其他宗教相結合，在今天的福建建立傳教據點，流傳到東南浙、閩沿海地區，從此轉為民間秘密宗教。

## 教育与入仕制度
唐朝的學校以官辦為主。中央設國子監，下轄六學，為國子學、太學、四門學、律學、書學、算學。這些學校主要招收貴族官僚子弟，也招收少量平民子弟。由博士与助教授课，學生稱生徒。國子學、太學、四門學传授以九經为主的儒学经典，按生徒家中官位的高低分级招收。三品以上官员的子孙可入國子學，有生徒三百余人；五品以上官员子孙可进太学，有五百余生徒；四门学兼收五品以下官员及庶民子孙，生徒多达千人。律學、書學、算學教授实用学问，收纳八、九品官员及庶民子弟，名额限于十余人。地方設立州学、縣學，每校有學生十来人。
学校旨在培养官僚书吏，亦為科举考試服務。名望好的學校保送生徒參加科舉考試。科舉制度在唐朝進入了逐渐完备期，分為常舉和制舉兩種。常舉每年舉辦考試，科目有明經、進士、明法、明書、明算等。此外還有秀才、道舉、童子、一史、三史等科目。常舉的應考舉子有兩個來源，一是保送的生徒；二是鄉貢選拔出來的自學者。應考舉子主要集中在明經和進士兩科。明經科主要考試儒家經典，難度較低。進士科主要考詩賦和政論，難度高，但其是主要的高官晉身之階。明經科的錄取率約為十分之一二，進士科不過百分之一二。時有諺曰：三十老明經，五十少進士。而制舉則是臨時考試，是為了網羅非常人才，不常舉行。因為科舉制度比較公平且機會相等，平民得以晉身，所以成為士族末落、門第消融的起點。
科举制度除外，还有门荫和流外入流两种入仕渠道。门荫即晚辈承接前辈职务。流外入流指九品以下的官员通过考验，升职为品官。唐初，以此二途入仕的为主流，后来唐太宗大力推广学府，科举制度逐渐取代九品中正制。唐代教育的普及，削弱了传统世族的特权，加强了有效的行政管理，扩大了政权的社会基础。盛唐时期，东亚多国遣送其贵族子弟来唐入学，又将儒家文化传授国外。

## 社會
唐代社會，雖然世族的勢力被削減，但仍然不是一個平等的社會。《唐律》中也明訂，人分為「良」「賤」兩大類，賤民只能與賤民結婚；地主殺害部曲最多求刑一年，而部曲殺害地主必處斬。雖然科舉制度實行，但由於世族的生活條件較為優渥，其子弟的文化修養也就跟著較高，不論是否參加科舉，進入仕途都不是非常困難；唐代宰相出身世族者也就不在少數。唐代進士選拔，另有一些社會公評的含義，防弊措施並不嚴格，常有考生向主考官請託，自我吹噓的情形，但當時人並不視為舞弊，所以錄取進士的，有許多是權門子弟；而才氣縱橫的杜甫，兩次考試都落榜。
唐朝時，北方的山東郡姓，保持很高的社會地位，太宗曾令高士廉編氏族志，希望根據政治上的地位來評等，結果成效不彰，不過隨著科舉制度的實施，使得世家大族不易保持門第地位。牛李黨爭便是為了科舉制度存廢而起的黨爭，但已不能阻止平民的崛起，加上印刷術的問世，書籍流通便利，私人講學普遍，門第更加無法壟斷知識。唐朝中期與五代這段時期的連年動亂，讓北方士族基業遭受空前的破壞，到北宋時便已凋零，此後的中國領袖，不再是傳承不替的門第，而是經由「富不過三代」，從科舉制度出身的士紳。
唐代是“胡風”盛行的時代。所謂“胡风”，特指流行於唐朝社會各階層的種種並非漢民族原有的社會風習而言，其中主要有當時從北方遊牧民族和西域等地傳來的風俗，也有由五胡十六国时期南下的遊牧民族遺留的社會風俗，諸因素共同作用的結果，形成了唐朝胡風盛行的局面。如“胡樂”、“胡服”、“胡食”等在長安城是極其盛行的。唐代妇女的地位较高，在服饰中也有体现。贵族及宫廷女子多为半裸胸的宽松罗裙。裙腰系得较高，在胸腋之间。歌女服饰染色醒目绚丽，贵族染色富丽高雅。按领子款式分为圆领、翻领、方领、斜领、直领和鸡心领等。隋文帝开创穿黄龙袍的习礼，唐高祖武德年间令臣民不得僭服黄色，黄袍成为皇室专用之服。

## 科技
唐朝科技相对于前代有明顯進步。天文學家僧一行在世界上首次測量了子午線的長度，他還與梁令瓚合作，铜铸製成黄道游仪与水運渾天儀。他在《大衍历》历书中运用二次差内插法并创新近似三次差的内插公式，为王恂等后人奠定基础。李淳風等人修订《算经十书》是唐朝算学的重要成果。尊称藥王的孙思邈撰写的《千金要方》和补本《千金翼方》，论及药物之本、诊治之诀、针灸之法、养生之术，都是不可多得的醫書。《新修本草》是中国最早的一本国家官修药书，成书于唐高宗显庆四年（659年）。
唐初大型地理志书《括地志》共550卷，内容丰富，对后世的地理研究影响深远。贾耽的《海内华夷图》绘有唐近邻的数百国家。此外还有李吉甫著的地方誌《元和郡縣圖志》，杜佑撰寫的政書《州郡典》，樊绰介绍云南南诏国的《蛮书》等。唐在隋大興城的基础上扩展修建首都長安城，與東都洛陽規劃同样规划嚴整，规模宏大，是中国历史都城中规划最为严谨端正的两个。盛唐年间极盛时人口达到80—100万，成为当时世界上最大的城市，也為後世留下了城市規劃的樣板。當時周邊國家的首都，如：日本平安京、新羅金城、高句丽平壤和渤海國上京龙泉府都是仿照長安建造。大明皇宫占地广大，现今遗址范围相当于明清紫禁城总面积的三倍之多。
唐朝的木結構建築規模雄渾，氣魄豪邁，建筑流程进一步定型化，提高了施工速度。佛塔形式也融合了中國與印度的造型，顯得千變萬化，多種多樣。868年，中國《金剛經》的印製是世界上已知最早的雕版印刷。在成都和敦煌都发现过雕版印制的《陀罗尼经咒》。雕版印刷为五代以后书籍的大量发行和普及创造了条件。中國的造紙、紡織等技術在751年的怛罗斯战役之中传入大食国，之后在12世纪传入西班牙，到13世纪传入意大利，到14世纪初叶传遍整个欧洲。646年，甘蔗熬糖法也从摩揭陀传入唐朝。

## 美術

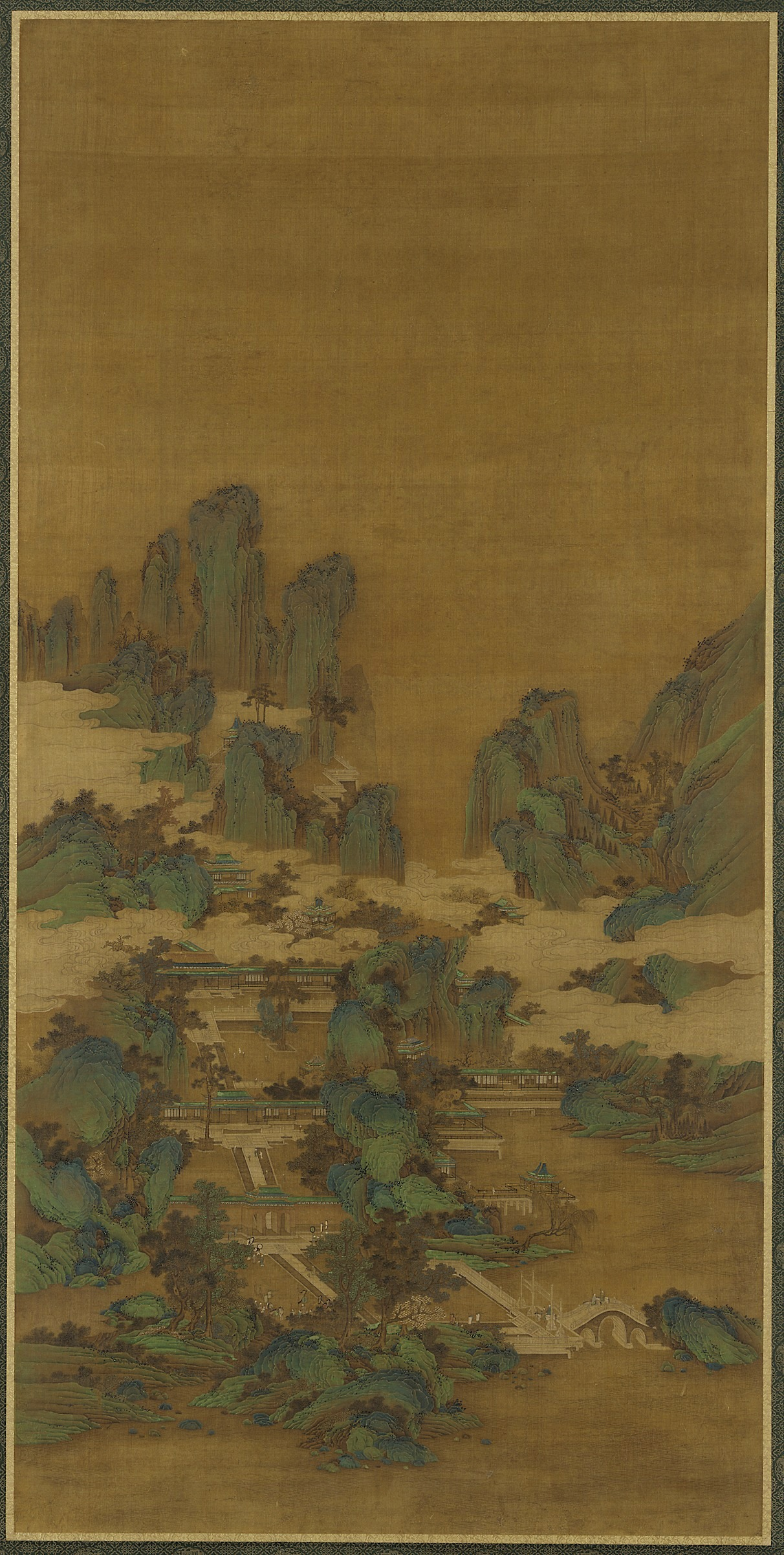
李思訓之金碧山水画

初唐的阎立本、閻立德兄弟擅畫人物。吴道子則有「畫聖」之稱呼，他兼擅人物、山水，並吸收了西域畫派的技法，畫面富於立體感，有「吳帶當風」之說。张萱和周昉以畫侍女圖為主，他们的著名作品有「搗練圖」、「虢國夫人游春圖」和「挥扇仕女圖」等，进一步发展人物画。魏晋南北朝时期，山水风景多为衬托人物主题的配景，而隋唐以来，山水风景成为主题，出现了山水画这个重要分支。当时分南、北两派。詩人王维擅長水墨山水畫，是南派的代表，蘇軾评他「诗中有画，畫中有詩」。北派画家李思訓善用青绿画金碧山水。又有曹霸、韓幹善画马，韓滉善画牛，薛稷善画鹤，边鸾善画孔雀等。
唐朝的壁畫事業特別發達。莫高窟與墓室壁畫都是傳世精品。唐朝的雕刻藝術同樣出眾。敦煌、龍門、麥積山和炳靈寺石窟都是在唐朝時期步入全盛。龙门石窟的盧舍那大佛和四川乐山大佛都令人讚歎。昭陵六駿、墓葬三彩陶俑都非常精美。其中雕刻家楊惠之被稱為塑聖。唐朝時期，書法家輩出。欧阳询、虞世南都是初唐著名書法家。歐陽詢的楷書筆力嚴整，《九成宮醴泉銘》为其名作。虞世南楷書字體柔圓，代表作品有《孔子庙堂碑》、《汝南公主墓志》、《摹兰亭序》等。颜真卿和柳公權是唐朝中後期的著名書法家。顏真卿的楷書用筆肥厚，內含筋骨，勁健灑脫，其代表作有《多寶塔碑》、《颜氏家寶庙碑》、《麻姑仙坛记》等；柳公權的字體勁健，代表作有《玄秘塔碑》，世人稱顏柳二人書法為「顏筋柳骨」。張旭和懷素則是草書大家，後者奔放揮灑，深具個人風格及藝術性。

## 音樂與舞蹈
唐朝音樂舞蹈發達。唐太宗平高昌得高昌乐，并入原有的九部乐成为十部乐：燕樂、清商樂、西涼樂、天竺樂、高麗樂、龟兹乐、安國樂、疏勒乐、康國樂、高昌樂。唐高宗以後，十部樂開始衰落，音樂家開始研究新的樂舞，各部乐间的区别逐渐消失，至玄宗朝撤销。玄宗本人就是音樂家，爱好亲自演奏琵琶、羯鼓等多种乐器，擅长作曲，作有《霓裳羽衣曲》、《小破阵乐》等百余首乐曲；他非常重視雅乐事業，将十部乐分为坐部伎（坐在堂上演奏）和立部伎（立在堂下演奏），曾經親選坐部伎三百人，號為「皇帝梨园弟子」，李龜年和永新娘子都是名噪一時的歌唱家。唐朝的舞蹈則是以健舞和軟舞最為出名。健舞因其节奏明快、雄健豪爽而得名，有《阿辽》、《柘枝》、《拂林》、《大渭州》、《黄獐》、《阿连》、《剑器》、《胡旋》、《胡腾》、《杨柳枝》等多种。软舞即文舞，优美柔婉，节奏舒缓，有《垂手罗》、《回波乐》、《兰陵王》、《春莺啭》、《借席》、《乌夜啼》、《凉州》、《绿腰》、《屈柘枝》、《甘州》等。著名的舞蹈「七德舞」、「上元舞」、“九功舞”合称“三大舞”，流行于宫廷。舞蹈家則有公孫大娘、谢阿蛮等。晋朝永嘉之乱后西域舞乐东传中原，与华夏舞乐融合两个多世纪，至唐代已有很强的胡风特色。多种健舞软舞都采用一种昂首望上，双脚原地急转如旋风的动作，因来源西域，谓之“胡旋”。唐代散乐多含杂技，统称“百戏”，包括浑脱、寻撞、跳丸、吐火、吞刀、筋斗、踢毯等项目。

## 影响
唐朝文化对周边地区有广泛影响。晚清以来，由中国国力衰弱。民国以来，中国文化界产生唐朝文化在日本的观点。至21世纪，在兩岸三地，以倭代唐成为常见现象。